# Джон Адамс (мини-сериал)
«Джон Адамс» (англ. John Adams) — американский телевизионный мини-сериал производства HBO, снятый британским режиссёром Томом Хупером по одноимённой книге Дэвида Маккалло, которая рассказывает о втором президенте США Джоне Адамсе. Главную роль в картине исполнил Пол Джаматти, роли второго плана сыграли Лора Линни, Стивен Диллейн, Дэвид Морс, Том Уилкинсон, Дэнни Хьюстон, Руфус Сьюэлл, Джастин Теру и Желько Иванек.
Мини-сериал получил в основном положительные отзывы, как критиков, так и зрителей. Он также был награждён многими престижными премиями, включая тринадцать премий «Эмми» и четыре «Золотых глобуса».

## Сюжет

### Эпизод 1. Присоединяйся или умри
1770 год. Джон Адамс с семьей живёт в Бостоне и зарабатывает на жизнь частной юридической практикой. В одну из ночей он становится свидетелем кровавого столкновения между британскими военнослужащими и местными жителями, недовольными налоговой политикой метрополии. В результате конфликта имеются убитые и раненые. Джон Адамс, рискуя своей репутацией, берётся защищать британских солдат в суде. В начале процесса обвинение настаивает на том, что капитан Томас Престон осознанно отдал приказ открыть огонь по безоружным людям. Присутствующие в зале горожане эмоционально требуют сурового наказания для английских солдат. Успех Адамса в этом громком деле резко повышает его авторитет и популярность. От имени Георга III ему предлагают выгодную должность в колониальной администрации. С другой стороны, лидеры патриотически настроенных сил, «сыны свободы», дают понять Адамсу, что тоже рассчитывают на его поддержку и участие. Джон не видит себя в политике, поэтому отказывается. Он заявляет, что намерен посвятить свою жизнь научной деятельности и служению Закону. Однако растущее напряжение в политической жизни родного Массачусетса всё-таки заставляет Адамса сделать непростой выбор: он соглашается стать одним из представителей колонии в Конгрессе.

### Эпизод 2. Независимость
1775 год. Происходят первые вооружённые столкновения между британскими войсками и патриотически настроенными ополченцами (Сражения при Лексингтоне и Конкорде). Джон Адамс прибывает в Филадельфию, где заседает Конгресс, знакомится с самыми влиятельными политическими деятелями того времени и получает первые уроки «политической дипломатии». По предложению Адамса Джорджа Вашингтона назначают командующим Континентальной армией. Делегаты Конгресса ведут бесконечные дискуссии о целесообразности отделения от метрополии. Противники независимости уверены, что её провозглашение неизбежно приведёт к массированному военному вмешательству со стороны английской Короны в лице регулярной армии и многочисленных наёмников, а также спровоцирует начало гражданской войны. Сторонники независимости не желают больше подчиняться тиранической власти английского короля и ратуют за приверженность пути самостоятельного развития, верховенства права и свободного развития личности. Томас Джефферсон пишет текст Декларации независимости. После незначительных правок и уточнений она выносится на голосование и со второй попытки принимается практически единогласно.

### Эпизод 3. Не давите на меня
1778 год. Становится всё более очевидным, что без поддержки извне революционная борьба за независимость может потерпеть неудачу. По заданию Конгресса Джон Адамс отправляется во Францию в помощь находящемуся там Франклину. Цель их миссии — добиться признания Францией новоиспеченного государства и, по возможности, получения помощи. В пути фрегат с Адамсом на борту подвергается нападению англичан, но всё же благополучно добирается до Франции. В Адамсе бурлит энергия, но Франклин призывает его торопиться не спеша. Во время переговоров с высокопоставленным официальным лицом Джон Адамс настаивает на увеличении присутствия французских военных кораблей у берегов Северной Америки. Франклин призывает коллегу к сдержанности и почтительному отношению к французской короне, но слышит в ответ эмоциональное: «Я не надену добровольно оковы Франции в то время, когда борюсь чтобы сбросить британские». Адамс разочарован и раздражён неэффективностью своих усилий по вовлечению Франции в борьбу Соединённых Штатов с Британией. Тем временем Конгресс назначает Франклина чрезвычайным и полномочным «министром», по сути — послом, при дворе короля Людовика XVI. 1780 год. Джон Адамс покидает Париж и отправляется в Голландию, где вследствие его возросшего дипломатического мастерства Адамсу удаётся установить партнёрские отношения между двумя государствами и заручиться поддержкой местного правительства. Адамс просит Голландию о выделении займа в 10 миллионов долларов на ведение военных действий против Британии.

### Эпизод 4. Воссоединение
1784 год. Война США за независимость заканчивается поражением англичан. Это событие подталкивает голландское правительство выдать США ссуду размером в 2 миллиона долларов. Джон Адамс покидает Голландию и возвращается во Францию, где участвует в составлении Парижского мирного договора. Договор готов. Тем не менее, Адамсу предписано оставаться во Франции для налаживания торговых отношений с европейскими державами. 1785 год. Джон Адамс назначается послом США в Великобритании. Перед отъездом в Лондон Адамс беседует с Джефферсоном и Франклином о проекте Конституции США. Прибыв в Англию, Адамс получает аудиенцию у Георга III и во время встречи с монархом демонстрирует, от имени своей страны, готовность к дружбе и сотрудничеству с Соединённым королевством. Реакция Георга III сдержанная, но в целом доброжелательная. С течением времени должность посла начинает тяготить Джона Адамса. Он горит желанием вернуться в Америку и вновь окунуться в большую политику. На родине Адамса встречают с пышными почестями. Проведя вдали от дома долгие годы, он едва узнаёт повзрослевших детей. Проводя большую часть времени на ферме в кругу семьи и не желая принимать активного участия в первых президентских выборах, Адамс всё же даёт согласие на выдвижение своей кандидатуры от федералистской партии. В 1789 году Джорджа Вашингтона избирают первым Президентом США, а Джон Адамс становится первым вице-президентом.

### Эпизод 5. Объединяйтесь или умрите.
1790 год. Джон Адамс председательствует в Сенате, который обсуждает вопрос о том, как называть Президента США. Члены кабинета дискутируют вопросы о необходимости укрепления центральной власти и о государственном долге и займах. Позиции секретаря Казначейства Гамильтона и государственного секретаря Джефферсона принципиально различны, между ними зарождается конфликт. Президент Вашингтон отстраняет Адамса от решения некоторых вопросов, ясно давая понять последнему, что сфера компетенции вице-президента жёстко ограничена. Адамс начинает разочаровываться в своей должности. Ведь вице-президент даже не имеет права голоса в Сенате. Между тем в Сенате обсуждают вопрос о разделении полномочий между Президентом и иными ветвями власти, а также между центральной властью и властью на местах. Адамс и Джефферсон обсуждают начавшуюся во Франции революцию и проводят параллели с событиями, происходящими в США. Джордж Вашингтон раздражён непрекращающимися разногласиями между Гамильтоном и Джефферсоном. Президент пытается оставаться в межпартийной борьбе над схваткой и руководствоваться в принятии решений исключительно Законом. Вашингтон также считает, что США не должны принимать чью-либо сторону в конфликте между Великобританией и революционной Францией. Джон Адамс поддерживает политику нейтралитета, проводимую Президентом. Адамс и Джефферсон обсуждают внутриполитическую ситуацию. В декабре 1793 Джефферсон уходит в отставку и составляет оппозицию Вашингтону и Гамильтону. Старший сын Адамса, Джон Куинси, назначен послом США в Нидерландах. В ноябре 1794 года подписывается англо-американский Договор о дружбе, торговле и мореплавании. Во время ратификации Договора в Сенате разгораются бурные дебаты: при голосовании установлено равенство голосов «за» и «против» (по 15). Адамс отдаёт свой голос «за». Как следствие, Соединённым Штатам удалось избежать участия в войне, однако Вашингтон начинает терять популярность. После двух сроков в кресле Президента он решает покинуть большую политику. В 1797 году вторым Президентом США избирают Джона Адамса. Вице-президентом становится Томас Джефферсон.

### Эпизод 6. Ненужная война.
1797 год. В отместку за заключённый между Америкой и Великобританией договор Франция разрывает дипломатические отношения с Соединёнными Штатами и направляет свой флот для захвата американских торговых судов. Президент Адамс уверен, что прямая военная конфронтация с Францией может оказаться губительной для молодого американского государства. Для установления новых контактов со своим недавним союзником он хочет отправить во Францию своего вице-президента Томаса Джефферсона, однако тот отказывается. Ещё до своей инаугурации Джон Адамс рассорился с Гамильтоном, в результате чего партия федералистов распалась. Теперь же Президент выводит его из состава своего кабинета. Джон Адамс предпринимает титанические усилия для разрешения возникших противоречий между США и Парижем исключительно дипломатическими средствами: «Если между нашими странами разразится война, это будет решение Франции, но не моё». Под давлением Конгресса Адамс вынужден подписать противоречивые законы об иностранцах и подстрекательстве к мятежу, противником которых он всегда являлся. Вице-президент Джефферсон воспринимает этот шаг как ущемление прав оппозиции. В 1799 году умирает Джордж Вашингтон. Адамс распускает армию и ещё более отдаляет воинственно настроенного Александра Гамильтона. В 1800 году Америка заключает соглашение с Первым консулом Франции Наполеоном Бонапартом: обе стороны согласились возвратить захваченные суда, ограничили применение блокады и признали неприкосновенность грузов, перевозимых судами под нейтральным флагом. Столица США переезжает из Филадельфии в Вашингтон. Президент Адамс готовится к отставке. Адамс отрекается от своего спившегося и фактически превратившегося в бродягу сына Чарльза, который вскоре умирает. Зять Адамса полковник Смит покидает семью и уезжает на запад. В период, предшествующий очередным выборам Президента, против Джона Адамса развязывается разнузданная компания травли и оскорблений. Его популярность падает. В 1801 году новым, третьим президентом США избирают Томаса Джефферсона. Вице-президентом становится Аарон Бёрр. Адамс отказывается участвовать в церемонии инаугурации нового Президента и удаляется на свою ферму в Квинси.

### Эпизод 7. Писфилд
1803 год. Джон Адамс со стороны своего ранчо наблюдает за успешным президентством Томаса Джефферсона в течение двух сроков до 1809 года. В этой серии нашёл отражение заключительный период жизни Джона Адамса. Его жизнь наполнена болью и горем: в 1813 году умирает его дочь Нэбби (от рака молочной железы), а в 1818 году и жена (от брюшного тифа). 1825 год. Адамсу удаётся дожить до того счастливого дня, когда его сына, Джона Квинси, избирают шестым по счёту Президентом США, но Джон Адамс уже слишком слаб, чтобы посетить церемонию инаугурации. На закате жизни, общаясь путём переписки, Адамсу и Джефферсону удаётся помириться. Они оба умирают в один день (Джефферсон — на несколько часов раньше) — 4 июля 1826 года, в 50-ю годовщину провозглашения Декларации независимости. Томас Джефферсон — в возрасте 83, Джон Адамс — в возрасте 90 лет.

## В ролях
- Пол Джаматти — Джон Адамс
- Лора Линни — Эбигейл Адамс
- Стивен Диллэйн — Томас Джефферсон
- Дэвид Морс — Джордж Вашингтон
- Том Уилкинсон — Бенджамин Франклин
- Руфус Сьюэлл — Александр Гамильтон
- Джастин Теру — Джон Хэнкок
- Дэнни Хьюстон — Сэмюэл Адамс
- Иванек, Желько — Дикинсон, Джон
- Стивен Хинкль, Эбони Мосс-Бахрах — Джон Куинси Адамс
- Доссетт, Джон — Раш, Бенджамин
- Caroline Corrie — Адамс, Луиза
- Том Холландер — Георг III
- Damien Jouillerot — Людовик XVI
- Brennan Brown — Роберт Трит Пейн
- Paul Fitzgerald — Ли, Ричард Генри
- Tom Beckett — Герри, Элбридж Томас
- Del Pentecost — Нокс, Генри
- Tim Parati — Родни, Сизар
- John O’Creagh — Хопкинс, Стивен (политик)
- John Keating — Пикеринг, Тимоти
- Timmy Sherrill — Ли, Чарльз (генеральный прокурор)
- Англад, Жан-Юг — Шарль Гравье, граф де Верженн
- Jean Brassard — Эстен, Шарль Эктор де
- Derek Milman — Баррон, Джеймс
- Patrice Valota — Гудон, Жан-Антуан
- Alex Draper — Ливингстон, Роберт
- Eric Zuckerman — Маккин, Томас
- Lizan Mitchell — Хемингс, Салли
- Pamela Stewart — Рендольф, Марта Джефферсон
- Buzz Bovshow — Трамбулл, Джон
- Скотт, Эндрю — Смит, Уильям Стивенс
- Полли, Сара — Эбигейл Адамс Смит
- Трейнор, Кевин — Адамс, Чарльз
- Барнетт, Сэмюэл — Адамс, Томас Бойлстон

## Музыкальное сопровождение
В саундтреке к сериалу используются «Сарабанда» Генделя и фрагмент Фортепианного Трио № 2 Шуберта.